# Mariner

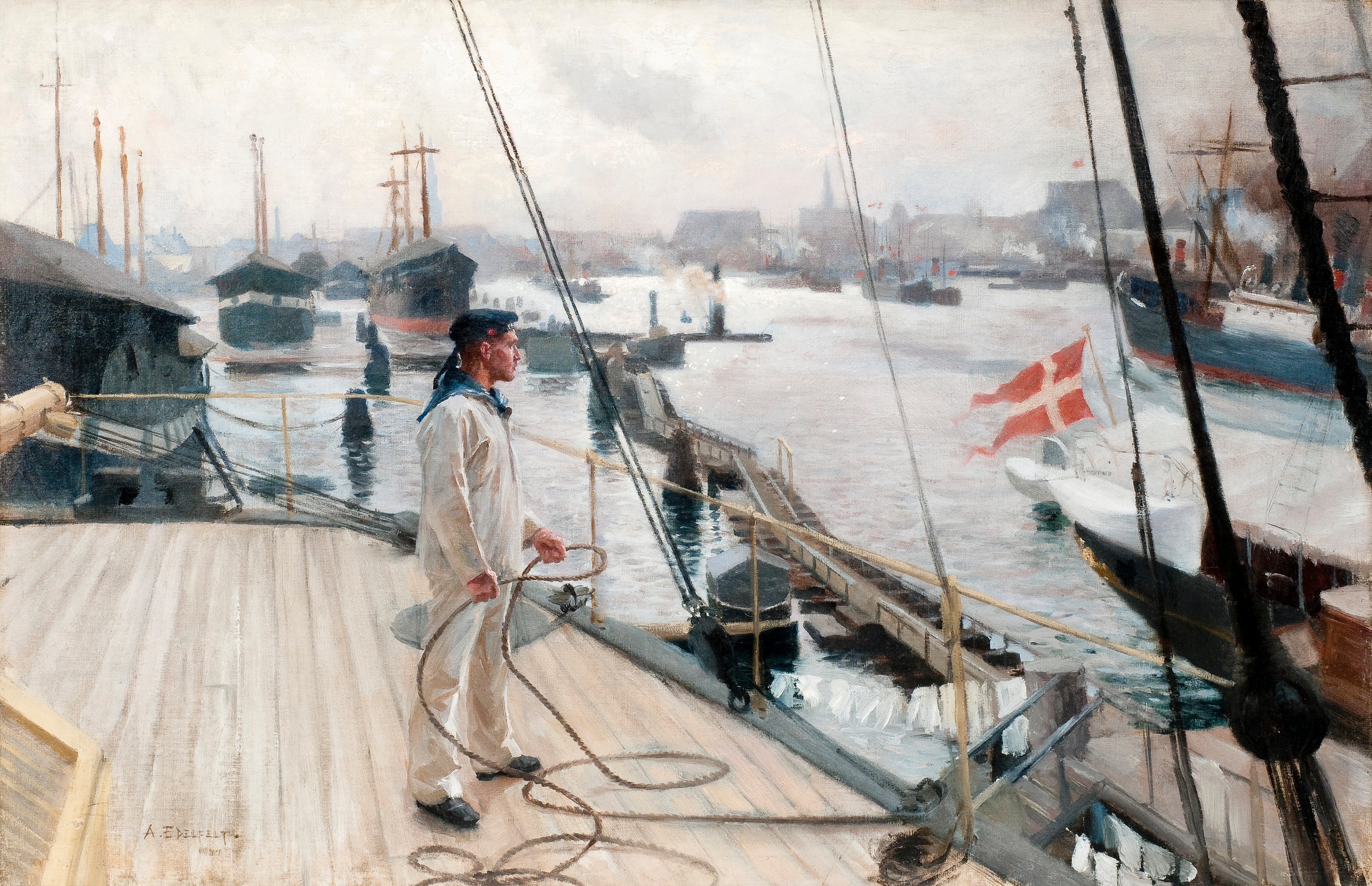
Des del port de Copenhagen I (Albert Edelfelt, c. 1890)

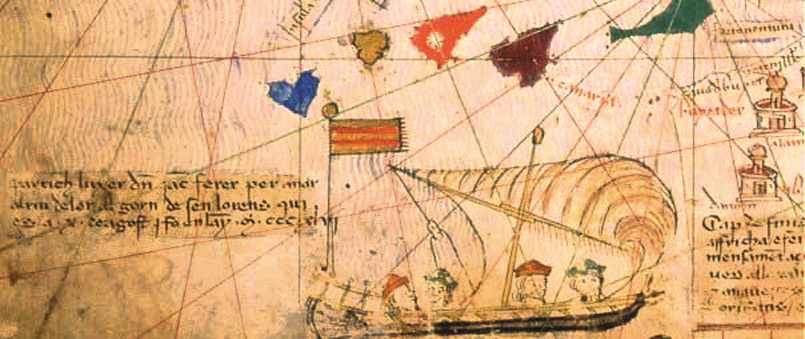
Detall de Jaume Ferrer a l'Atles Català (1375)

Un mariner és una persona que es dedica a una professió relativa al mar a bord d'un vaixell i que desenvolupa les tasques necessàries per al bon estat de navegació. Professió relacionada amb la pesca i el transport marítim.
La comunitat marinera té creences pròpies, festes en honor de sants i patrons i un lèxic específic. Durant segles, les poblacions marineres van ser nuclis petits, adaptats a una geografia retallada, sotmesos al flagell de pirates i corsaris. La platja ha estat l'escenari d'una activitat frenètica, s'havien d'adobar xarxes, construir embarcacions, salar el peix o vendre'l a peu de barca. Al llarg del litoral, fins al segle xx, hi havia petites drassanes on treballaven els mestres d'aixa.

## Història
Sorgeixen quan els pobles comencen a utilitzar la mar com a mitjà de transport. Sempre tindran origen en les poblacions més civilitzades i que poden mantenir coneixements de construcció de barques i vaixells, coneixements tècnics i mètodes d'orientació.
Des d'antic, els homes i les dones de la riba mediterrània van saber explotar el mar, especialment per a la pesca i la navegació. Del mar se'n podia extreure els fruits que garantien la subsistència i l'intercanvi. Del mar venien els beneficis del comerç, les noves idees i la gent, però també els perills i els atacs.

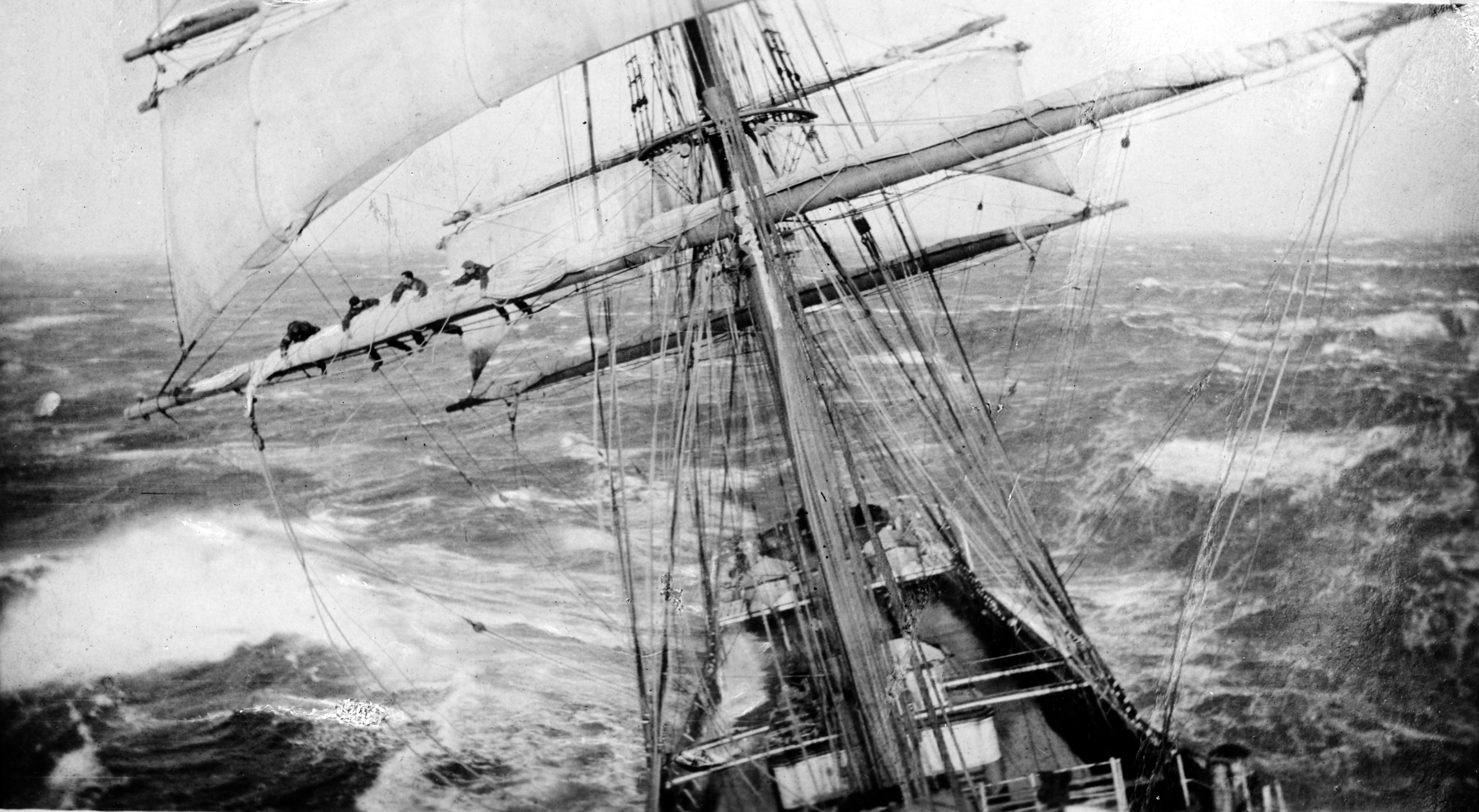
La bricbarca Garthsnaid al Cap d'Hornos vers el 1920.

La pesca, el transport marítim de cabotatge, la pirateria, el comerç amb Amèrica, la construcció naval, el turisme, són elements que han dibuixat el paisatge humà de la costa catalana i algunes d'aquestes activitats són ben vives a les comunitats litorals.
La pesca practicada a la costa catalana ha estat i és una pesca de dia, de litoral. Excepte els grans tonyinaires i alguns palangrers, les barques pescadores tornen a port cada dia. Encara que s'han comptabilitzat més de cent instruments de pesca diferents, avui dia, bàsicament, es practiquen sis sistemes: l'arrossegament, l'encerclament, la pesca al palangre, de superfície o de fons, la pesca amb xarxes, soltes i tresmalls, la pesca de la tonyina amb encerclament i el marisqueig.
Tradicionalment, però, els ritmes de treball i les condicions de vida imposades pel medi marítim junt amb l'aïllament físic en platges i cales, reforçaven la unitat d'un col·lectiu que es guanyava el pa al mar i que es diferenciava de les poblacions de terra endins. Els pescadors tenien i tenen devocions i creences pròpies i festes en honor de sants i patrons. Les jornades depenen de les temporades i les captures de la pesca. A més, el medi marítim té un lèxic específic, i la comunitat que viu de la pesca comparteix perills d'accidents i naufragis, precarietats com la manca de peix, o uns ingressos escassos, subjectes a un sistema de retribució ‘a la part', que han generat un fort sentiment d'identitat col·lectiva i han fonamentat l'ajuda mútua. La gent del món mariner té una sensibilitat peculiar: són arrauxats i generosos alhora.
Al mar, s'hi anava amb tripulacions de cinc, set o nou homes, en llaguts oberts o cobertats, de menys de deu metres d'eslora, que aparellaven la vela llatina, per aprofitar el vent i la força dels rems per anar a calador o fugir de la maltempsada.

### Conceptes particulars
La història dels mariners és molt llarga i difícil de resumir. Però hi ha alguns temes específics que es poden exposar de forma simplificada i concreta.

#### Remers. Remers forçats. Xurma
En els primers vaixells de rems els remers eren ciutadans lliures i voluntaris. En molts casos es tractava de persones escollides que consideraven un honor formar part de determinades tripulacions. Hi ha l'exemple de la mítica nau Argo o els històrics de les naus Pàralos i Salamínia.
També en naus de guerra cartagineses i romanes els remers foren lliures en una primera època. Un exemple més proper fou els dels vikings.
En l'edat mitjana ja hi ha molts exemples de remers forçats, sovint capturats a l'enemic i engrillonats al banc de la galera.
La pena de galeres fou posterior.
- En sentit estricte, els remers forçats no eren mariners. Però compartien amb els mariners les condicions de la vida de a bord.

#### Pirates

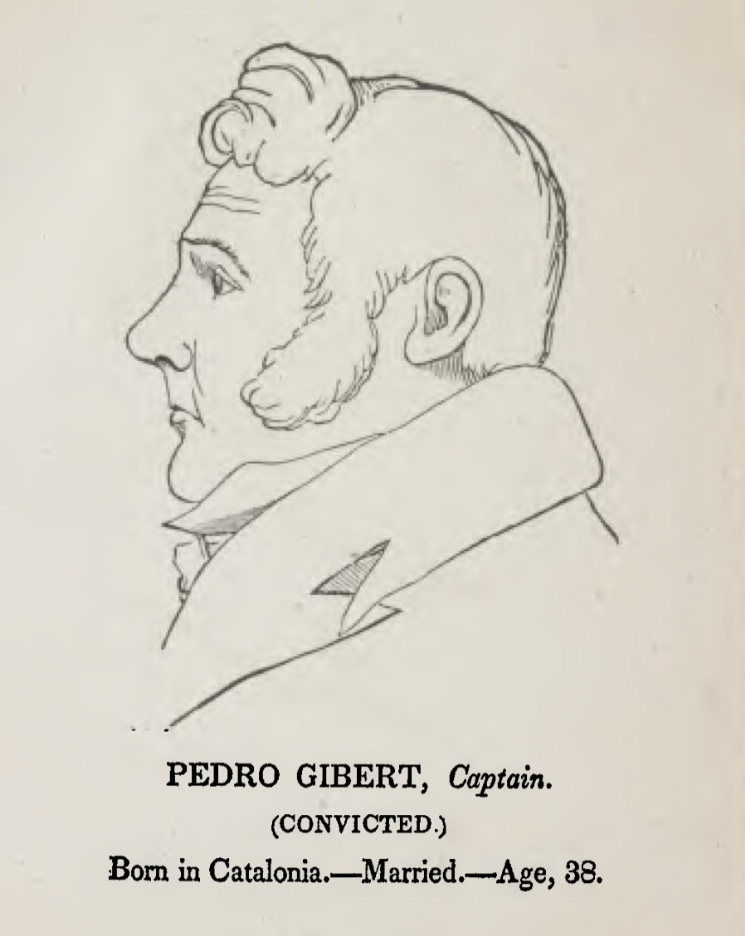
Retrat del pirata Pere Gibert dibuixat mentre se’l jutjava en un tribunal dels Estats Units.

Des del punt de vista dels mariners, les tripulacions dedicades a la pirateria presenten aspectes similars als de les tripulacions normals.
En èpoques antigues, la pirateria era una activitat normal, gairebé honorable. Si més no, considerada inevitable. Molts mariners “normals” practicaven ocasionalment la pirateria.
Hi ha molts documents que recorden la intensa activitat dels antics pirates catalans a les costes de Grècia, Turquia, l'est del Mediterrani i, fins i tot, a la mar Negra.
També, dissortadament, el darrer pirata “oficial” de l'època clàssica (encara hi ha pirates al Carib actualment) que va actuar a l'Oceà Atlàntic fou un català: Pere Gibert .

#### Mercaders
El comerç i la navegació són tan inseparables en la mar com les rutes comercials i les caravanes en el comerç terrestre.
Els pobles antics (fenicis, minoics i altres) tingueren mariners i mercaders o, potser de forma més precisa, mariners-mercaders.
- El comerç oriental era "el corrent més important del comerç internacional de Barcelona, que li devia totes les seves fortunes i la prosperitat de la seva classe dirigent".[10] Al sector de l'Egeu i a Constantinoble, on els catalans gaudien de privilegis, hi venien productes agrícoles (safrà, oli) i de fabricació (draps, dagues, corall), i hi compraven primeres matèries (alum, cera, coure, cotó) i esclaus).
- També fou molt important el comerç mediterrani amb Anglaterra i la mar del Nord.[11][12][13]
- Els drets i obligacions dels mercaders estaven consignats en el Llibre del Consolat de mar.[14]

#### Pelegrins
Una tradició cristiana molt antiga, semblant a algunes tradicions d'altres religions, és el pelegrinatge a Roma o a Terra Santa. Moltes vegades els pelegrins estaven obligats a viatjar per mar. L'interès històric d'aquelles singladures se centra en les cròniques escrites d'alguns d'aquells viatges.
- Els pelegrins no eren mariners, però havien de compartir amb els navegants professionals els perills i treballs de la mar.
- El llibre del Consolat de Mar, en versions diferents, recull els seus drets i obligacions.[15]

Algunes de les cròniques esmentades són les següents:
- Relation des voyages de Saewulf à Jérusalem et en Terre Sainte pendant les années 1102 et 1103. De Saewulf.[16]
- Le voyage de Hierusalem et autres lieux de la terre sainte et son retour. De Nicolas Benard.[17]
  - Un dels consells de l'autor per a futurs pelegrins és la necessitat de comprar un gran un bagul d'avet (tan llarg com l'estatura del propietari) que es pugui tancar amb clau o cadenat. Necessari per a guardar la roba i els queviures personals.

#### Exploradors
Els viatges d'exploració per mar, especialment els que assoliren un cert èxit (tornant els vaixells i la tripulació al port de sortida), són prou coneguts i no es poden resumir. Molts exploradors deixaren escrits relats dels seus viatges.
Pel que fa als navegants en general i mariners en particular, les cròniques esmentades recullen les penalitats que hagueren de patir: manca d'aigua potable, manca de menjar, tempestes, esculls, bucs dels vaixells menjats per la  broma…

#### Pescadors en general
Els pescadors són, bàsicament, mariners que es dediquen a la pesca. Poden ser pescadors costaners, que surten a pescar enfora (a dins de la mar, en parla terrestre) i cada dia i tornen al seu lloc de residència, a vendre el que han pescat. Hi ha una altra varietat de pescadors costaners que emigren temporalment a pescar en aigües forasteres. Molts pescadors catalans, valencians i balears s'hagueren de guanyar la vida pescant en costes llunyanes en les seves típiques  barques de vela llatina.
- Segons Laborde (1827) hi havia catalans i barques catalanes en molts indrets del món. I no eren rars els viatges d'aquelles barques cap a Amèrica.[19][20] Les barques catalanes podien ser contemplades i comparades amb altres embarcacions semblants o diferents. Velocitat, solidesa, qualitats marineres,... I molts testimonis foren favorables a les embarcacions catalanes.[21][22]

#### Pescadors d'altura i baleners
La pesca d'altura suposa unes condicions de vida extremades als mariners. Hi ha molts exemples possibles arreu del món i en diverses èpoques. Dos casos notables:
- la pesca a Terranova, des del segle xvi, per bascos i bretons
- la caça de les balenes, amb una important participació basca en els inicis

#### Càstigs corporals
- Passar vila o cossia. Hi havia un càstig que es va iniciar en l'època de les galeres que rebia el nom de  passar cossia , consistent en fer passar el  castigat per la cossia entre dues files de mariners rebent cops de vara.[23]
- Cep (tortura)
  - El cep al Llibre del Consolat de Mar.
- Grillons
- Flagel·lació [24]
- Passar per la quilla
- Calada en mar
  - El càstig de “calar”, “surtir” o “gitar” en mar està consignar en el llibre del Consolat de Mar per als guaites que s'adormen en costes enemigues, entre altres faltes.

| «                                                             | ... E si per ventura serà en terra de enemichs aquells qui la guayta s'adormiran, si és mariner de proa deu perdre lo vi e lo companatge de tot aquell jorn e encara deu esser assotat nu per tota la nau, e deu esser surt en mar tres vegades ab la veta del morgonal, e açò sia en coneguda del senyor de la nau e del notxer de dar-li qualsevolrà d'aquelles dues penes que de sus són dites; e si és (mariner) de popa deu perdre lo vi e tot lo companatge de tot aquell jorn, e deu-li esser gitat un cau d'aigua per lo cap en avall .... | » |
| — Llibre del Consolat de Mar. Capítol 251: De guaytes de nau. | |   |

#### Abolició dels càstigs físics
Progressivament, els càstigs físics tradicionals anaren caient en desús. I s'alçaren veus demanant la seva supressió.

#### Pena de vida
Per a castigar incompliments greus de les lleis del vaixell, un mariner podia ser castigat amb la pena de vida (condemna a mort), segons diversos mètodes.
- El llibre del Consolat de Mar parla d'execucions per escapçament i penjament d'una verga (equivalent a la forca terrestre). Per als còmits traïdors demostrats hi havia el procediment terrible de l'empalament (Consolat. Capítol 301).[26]

- Un exemple de condemna i execució d'un mariner, en un vaixell de guerra anglès, s'escenifica en el film La fragata infernal.

#### Cuina marinera
Des del punt de vista de la supervivència els mariners han hagut de cuinar a bord. Sovint en condicions molt precàries i amb escassetat de queviures i materials de cuinar. Els plats tradicionals no eren cap requisit gastronòmic.
En èpoques més recents, els pescadors costaners foren els creadors d'uns plats i una manera de cuinar, senzilla i saborosa, que ha passat als millors restaurants.
- Suquet de peix
- Marmitako

### Associacions
A l'edat mitjana, els mariners de les principals poblacions costaneres s'agrupaven en confraries o col·legis, a vegades anomenades de barquers. Incloïen professionals del tràfic portuari, de la pesca i de la navegació, i es coneixen col·legis professionals a indrets com Cotlliure (1388), Tarragona i Alacant.
A Mallorca, el col·legi professional dels mariners agrupava pilots i patrons d'embarcacions de tràfic, contramestres i altres matriculats dedicats a la navegació, però no els pescadors i els mercaders, que tenien col·legis específics. El col·legi dels mariners data, es diu, del 1310, però les primeres ordinacions que es conserven són de 1702 perquè, a mitjan segle xvii, es varen cremar les anteriors. El seu patró era sant Elm, que veneraven a l'esglesieta de Sant Elm (avui situada al Moll Vell, davant la desembocadura de la Riera, però antigament era al carrer de la Mar), d'on prové la imatge del sant que avui es troba a la parròquia de Gènova (Palma); les reunions del col·legi les celebraven a la mateixa església de Sant Elm. A Alcúdia també consta l'existència d'un col·legi de mariners al segle xviii.

## Situació actual dels mariners
La marineria actualment es considera una professió que no és rendible per als països desenvolupats i que està perdent la seua tradició. D'altra banda cal tenir en compte la sobreexplotació que s'ha fet en els últims temps dels recursos marítims i la seua condició de risc natural i baixa productivitat en les zones tradicionalment riques.

## Estudis específics

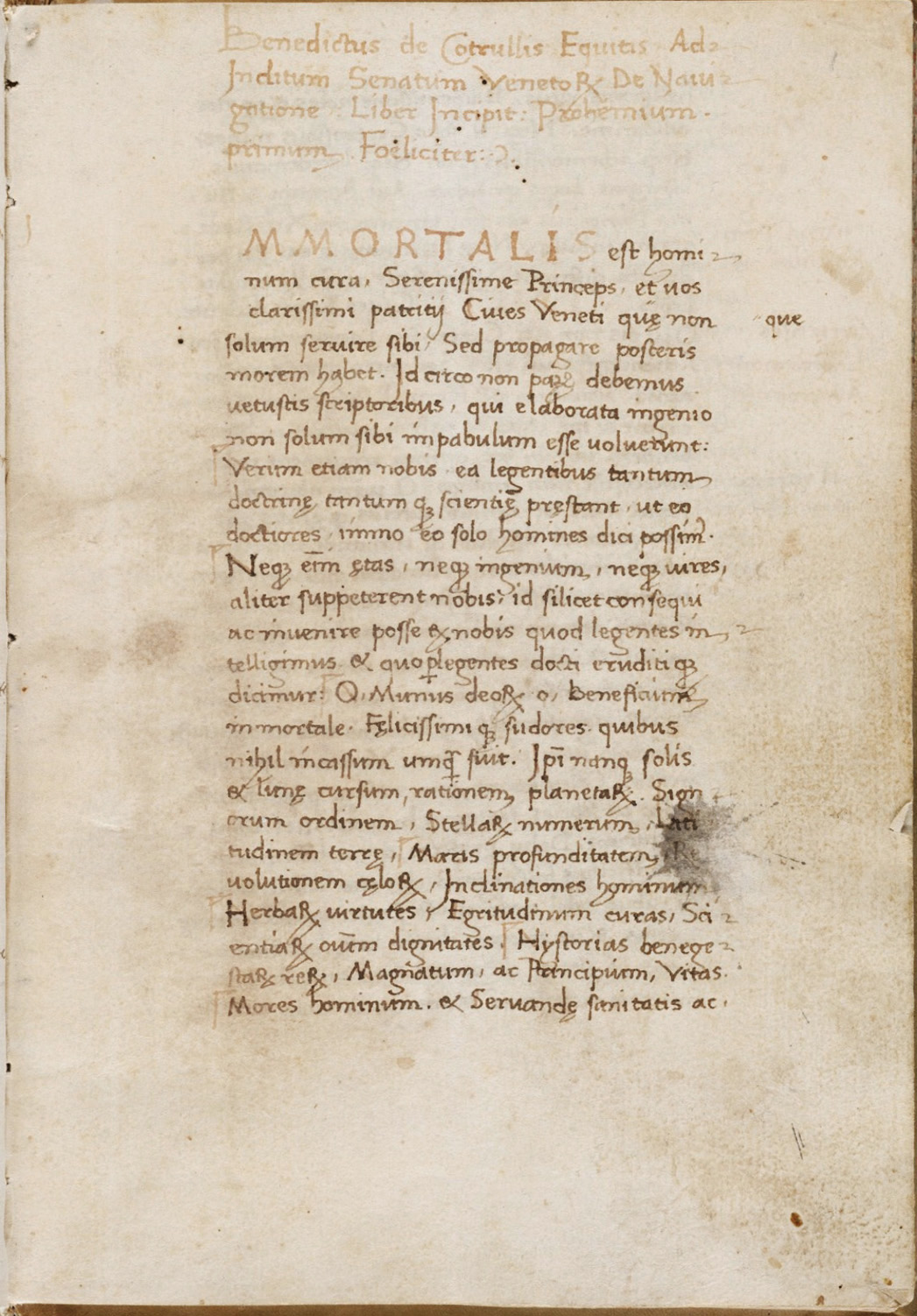
Benedetto Cotrugli. Portada del manuscrit 'De Navigatione Liber' 1464.

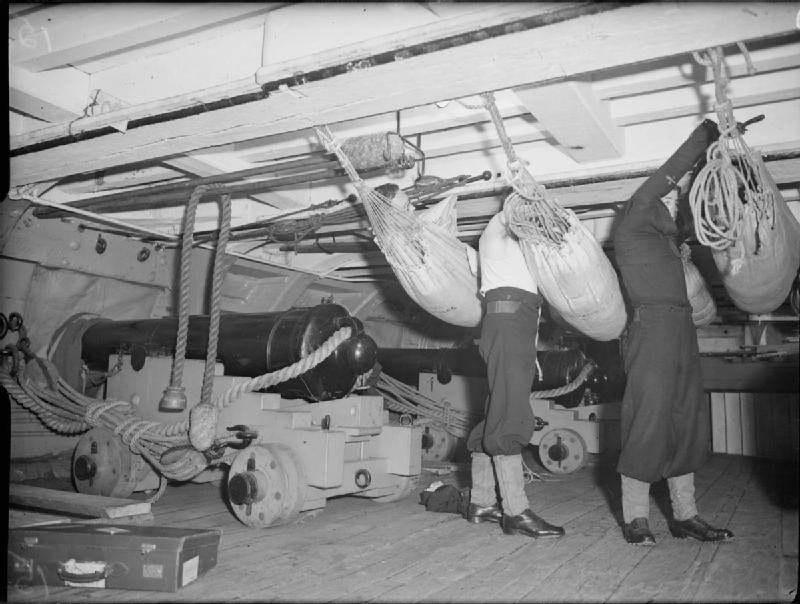
Hamaques en el vaixell HMS Victory.

La vida dels mariners i d'altres professionals de la mar no s'acostuma a explicar de forma detallada. Però hi ha estudis especialitzats que permeten aproximar-se a la vida diària d'aquelles persones: lloc de procedència, família, deutes, testaments, contractes, alimentació, vestimenta,... Alguns dels estudis esmentats són els següents:
- ELS BELLARBRE, UNA FAMÍLIA DE MARINERS GELTRUNENCS DEL SEGLE XIV: UN EXEMPLE DE L'EVOLUCIÓ DELS OFICIS MARÍTIMS MEDIEVALS. Matilde Victorio i Alsina, Joaquim Borràs i Gòmez. MISCELLÀNIA PENEDESENCA 1987.[30]
- Benedetto Cotrugli fou autor d'un llibre de navegació (“De navigatione” ; Nàpols 1464) que no es va arribar a publicar, però que es conserva en forma de manuscrit. Es tracta d'una obra que pot consultar-se en una transcripció digitalitzada a cura de Piero Falchetta. També el manuscrit original pot llegir-se de franc (Manuscrit Beinecke MS 557, Yale University Library, Beinecke Rare Book and Manuscript Library). Entre altres temes l'obra tracta dels diversos oficis dels tripulants d'un vaixell.
- Des de 1911 hi ha una revista nàutica en anglès que parla de molts aspectes de la vida marinera: The Mariner's Mirror.[31]

### Roba i calçat
El tema de la roba i el calçat dels mariners no ha estat tractat de forma genèrica al llarg de totes les èpoques de navegació. És evident que la forma de vestir dels antics navegants  minoics  o fenicis era molt diferent que la de les tripulacions dels submarins nuclears actuals. O de la que habitualment usen els pescadors de les mars d'Alaska o dels vaixells portacontenidors dels nostres temps. Cada època presentava, o presenta, una problemàtica diferent.
Una gran divisió de la roba necessària està determinada per la temperatura. Un altre aspecte a considerar és el problema que suposa haver de suportar l'aigua de pluges torrencials o dels cops de mar.
Alguns documents relacionats amb el tema es resumeixen en apartats següents.

#### LaStolonomie. Any 1547-1550
La Stolonomie és un tractat en francès, manuscrit, sobre la construcció de galeres i el manteniment d'un estol de guerra. (A més d'una edició moderna, el manuscrit pot consultar-se i descarregar-se a Gallica . La lletra és fàcil de llegir).
- Segons l'obra Stolonomie (pàgina 59/190), els galiots forçats disposaven de la roba següent:
  - 2 camises de tela gruixuda
  - 2 parells de calçons marins, de tela fina
  - 2 camises...(ilegible)
  - 1 capot (“caban”),
  - 2 parells de mitjons, 2 parells d'escarpins de llana gruixuda (“herbage”)
  - 2 “bonnetz rouges d'oreilles” (2 bonets vermells amb orelleres)
  - 1 flassada per a la nit

#### Jules Verne
Jules Verne en la seva obra Mathias Sandorf donà una descripció de l'uniforme dels mariners d'un iot (una goleta), abillats com els mariners de Malta
| «                                                                         | Les hommes, au nombre d'une vingtaine, portaient l'élégant costume des marins maltais, culotte courte, bottes de mer, chemise rayée, leur ceinture brune, bonnet rouge, vareuse, sur laquelle s'écartelaient en blanc les initiales du nom de la goélette et de son propriétaire. | » |
| — Mathias Sandorf. Jules Verne. 1885. 2a part. III. LE DOCTEUR ANTÉKIRTT. | |   |

#### Calçat
- 1849. Mariners descalços.[33]

### Dormir
- 1802. Segons las Reales Ordenanzas de la marina real, la major part dels mariners dormien en hamaques de lona, penjades quan calia i despenjades i plegades “en salchichón” per a desar-les penjades a les baranes del vaixell.[34]

### Sanitat
- 1354. Bernat II de Cabrera redactà les Ordinacions del fet de la mar, en què organitzà l'Armada Reial. Cada galera havia de portar un metge o barber, que havia de portar tots els estris necessaris per al seu ofici. El salari era de 25 lliures de Barcelona per 4 mesos.[35] (Pàgina 100)
- Segons l'obra Stolonomie (pàgina 67/190), cada galera havia de comptar amb un “barbier chirurgien”.[36]

- 1805. Tratado de las enfermedades de la gente de mar en que se exponen sus causas, y los medios de precaverlas. Pedro María González.[37]
- 1853. Chirurgie navale, ou études cliniques sur les maladies chirurgicales que l'on observe le plus communément à bord des bâtiments de guerre. Louis Jules SAUREL.[38]

## Supersticions marineres
- Transportar un cadàver a bord d'un vaixell
- Xiular.[39]
- Matar una au marina.[40]
- Gats

## Relats d'expedicions
Hi ha una munió de diaris i relats d'expedicions marítimes. Una lectura atenta pot proporcionar aspectes de la vida dels mariners que, normalment, són considerats secundaris. Alguns document són els següents:
- 1817. Expedició del vaixell Uranie de Louis Claude de Saulses de Freycinet. Jacques Arago hi anava de dibuixant, naturalista i etnògraf.
  - Jacques Arago. Souvenirs d'un aveugle: voyage autour du monde.[41]
    - Tradició festiva del bateig del pas de l'equador per part dels mariners.
- 1824. William Edward Parry. Journal of a Third Voyage for the Discovery of a Northwest Passage.[42]
  - Preparació del vaixell i roba dels mariners per a les regions polars.

## Literatura
La vida dels mariners ha estat recollida en moltes obres literàries. Unes quantes són les següents:
- El Llibre dels mariners. Comentat per Joan Ors. Exposició, en vers i en català (del s. XIV?), de la vida dels mariners medievals.[43]
- 1539. Antonio de Guevara. Arte del Marear y de los inventores de ella: con muchos avisos para los que navegan en ellas.[44]
- 1599. Mateo Alemán és conegut per la seva obra Guzmán de Alfarache una novel·la del gènere picaresc. Un dels detalls de la vida marinera dels remers forçats de la xurma és la roba que rebien quan s'incorporaven al servei: “Diéronme la ropa del rey: dos camisas, dos pares de calzones de lienzo, almilla colorada, capote de jerga y bonete colorado”
- 1840. Richard Henry Dana Jr., Two Years Before the Mast.[45]
- 1883. Robert Louis Stevenson. L'illa del tresor.[46][47]
  - Bagul mariner, bagul de mar, "sea-chest".
- 1897. Rudyard Kipling. Captains Courageous. (Vegeu el film del mateix títol Captains Courageous).[48]
- 1916. Peter B. Kyne, un escriptor nord-americà, escrigué una sèrie de novel·les que tracten de la vida dels capitans de vaixells i armadors de finals del segle xix, amb vaixells de vela i de vapor.
  - Cappy Ricks (1916)
  - Cappy Ricks Retires (1922)
  - Cappy Ricks Comes Back (1934)
  - Cappy Ricks Special (1935)

- 1952.  Ernest Hemingway, The Old Man and the Sea (El vell i la mar).[49]